# Pangrapta pelidna
Pangrapta pelidna là một loài bướm đêm trong họ Erebidae.